# Zumatrichia marica
Zumatrichia marica är en nattsländeart som beskrevs av Oliver S. Flint Jr. 1981. Zumatrichia marica ingår i släktet Zumatrichia och familjen smånattsländor. Inga underarter finns listade i Catalogue of Life.